# Mark Cox
Mark Cox, né le 5 juillet 1943 à Leicester, est un ancien joueur de tennis professionnel britannique.

## Biographie
Lors du tournoi de Championnat de tennis de Bournemouth en mai 1968 qui fut le premier tournoi Open, en préparation à Roland-Garros un mois plus tard, il crée la surprise en battant deux joueurs professionnels Roy Emerson et Pancho Gonzales qu'on pensait plus fort que les amateurs.
Victoire sur le no 1 Jimmy Connors à Stockholm en août 1976 (7-6, 3-6, 7-6).
Il fait partie de l'équipe de Grande-Bretagne lors de la finale de la Coupe Davis 1978.
Cox a ensuite été entraineur et commentateur pour la BBC. Il dirige le Cardiac Risk in the Young sur les risques cardiaques chez les jeunes.

## Parcours dans les tournois duGrand Chelem

### En simple
| Année | Open d'Australie | Open d'Australie | Internationaux de France | Internationaux de France | Wimbledon       | Wimbledon      | US Open         | US Open        | Open d'Australie | Open d'Australie |
| ----- | ---------------- | ---------------- | ------------------------ | ------------------------ | --------------- | -------------- | --------------- | -------------- | ---------------- | ---------------- |
| 1962  | —                | —                | 1er tour (1/64)          | N. Pilić                 | 1er tour (1/64) | R. Howe        | —               | —              | n.o.             | n.o.             |
| 1963  | 1/8 de finale    | F. Stolle        | —                        | —                        | 2e tour (1/32)  | C. Kuhnke      | —               | —              | n.o.             | n.o.             |
| 1964  | —                | —                | —                        | —                        | 2e tour (1/32)  | W. Knight      | —               | —              | n.o.             | n.o.             |
| 1965  | —                | —                | —                        | —                        | 1er tour (1/64) | C. Graebner    | 1er tour (1/64) | N. Pietrangeli | n.o.             | n.o.             |
| 1966  | —                | —                | —                        | —                        | 2e tour (1/32)  | B. Bowrey      | 1/4 de finale   | J. Newcombe    | n.o.             | n.o.             |
| 1967  | 1/4 de finale    | J. Newcombe      | —                        | —                        | 1er tour (1/64) | N. Pietrangeli | 1/8 de finale   | C. Graebner    | n.o.             | n.o.             |
| 1968  | —                | —                | 3e tour (1/16)           | I. Gulyás                | 1/8 de finale   | R. Laver       | —               | —              | n.o.             | n.o.             |
| 1969  | —                | —                | —                        | —                        | 3e tour (1/16)  | C. Drysdale    | 3e tour (1/16)  | B. Buchholz    | n.o.             | n.o.             |
| 1970  | —                | —                | —                        | —                        | 3e tour (1/16)  | T. Roche       | 2e tour (1/32)  | T. Roche       | n.o.             | n.o.             |
| 1971  | 1/4 de finale    | R. Lutz          | —                        | —                        | 1er tour (1/64) | I. Fletcher    | 3e tour (1/16)  | A. Ashe        | n.o.             | n.o.             |
| 1972  | —                | —                | —                        | —                        | —               | —              | 3e tour (1/16)  | D. Stockton    | n.o.             | n.o.             |
| 1973  | —                | —                | 2e tour (1/32)           | P. Bertolucci            | —               | —              | 3e tour (1/16)  | T. Gorman      | n.o.             | n.o.             |
| 1974  | —                | —                | —                        | —                        | 1er tour (1/64) | J. Fassbender  | 3e tour (1/16)  | A. Metreveli   | n.o.             | n.o.             |
| 1975  | —                | —                | —                        | —                        | 3e tour (1/16)  | J. Connors     | 3e tour (1/16)  | I. Năstase     | n.o.             | n.o.             |
| 1976  | —                | —                | —                        | —                        | 2e tour (1/32)  | V. Gerulaitis  | 2e tour (1/32)  | F. McNair      | n.o.             | n.o.             |
| 1977  | —                | —                | —                        | —                        | 1/8 de finale   | B. Martin      | 1er tour (1/64) | B. Walts       | —                | —                |
| 1978  | n.o.             | n.o.             | —                        | —                        | 2e tour (1/32)  | T. Gorman      | 2e tour (1/32)  | B. Mitton      | —                | —                |
| 1979  | n.o.             | n.o.             | —                        | —                        | 1/8 de finale   | J. Connors     | 1er tour (1/64) | D. Carter      | —                | —                |
| 1980  | n.o.             | n.o.             | —                        | —                        | 2e tour (1/32)  | R. Krishnan    | —               | —              | —                | —                |
| 1981  | n.o.             | n.o.             | —                        | —                        | 1er tour (1/64) | C. Kirmayr     | —               | —              | —                | —                |

N.B. : à droite du résultat se trouve le nom de l'ultime adversaire.

### En double
Résultats à partir de 1968.
| Année | Open d'Australie          | Open d'Australie    | Internationaux de France | Internationaux de France | Wimbledon                    | Wimbledon                | US Open                      | US Open                 | Open d'Australie | Open d'Australie |
| ----- | ------------------------- | ------------------- | ------------------------ | ------------------------ | ---------------------------- | ------------------------ | ---------------------------- | ----------------------- | ---------------- | ---------------- |
| 1968  | —                         | —                   | 1/8 de finale R. Wilson  | R. Emerson R. Laver      | 2e tour (1/16) R. Wilson     | R. Emerson R. Laver      | —                            | —                       | n.o.             | n.o.             |
| 1969  | —                         | —                   | —                        | —                        | 1er tour (1/32) P. Curtis    | J. Newcombe T. Roche     | 1/8 de finale P. Curtis      | D. Crealy A. Stone      | n.o.             | n.o.             |
| 1970  | —                         | —                   | —                        | —                        | 1/4 de finale G. Stilwell    | B. Hewitt F. McMillan    | 1er tour (1/32) G. Stilwell  | A. Olmedo P. Segura     | n.o.             | n.o.             |
| 1971  | 1/8 de finale G. Stilwell | R. Emerson R. Laver | —                        | —                        | 1/8 de finale G. Stilwell    | K. Rosewall F. Stolle    | 1er tour (1/32) G. Stilwell  | R. Maud A. Stone        | n.o.             | n.o.             |
| 1972  | —                         | —                   | —                        | —                        | —                            | —                        | 1er tour (1/32) G. Stilwell  | A. Gimeno A. Muñoz      | n.o.             | n.o.             |
| 1973  | —                         | —                   | —                        | —                        | —                            | —                        | 1er tour (1/32) I. El Shafei | K. Meiler H.-J. Pohmann | n.o.             | n.o.             |
| 1974  | —                         | —                   | —                        | —                        | 2e tour (1/16) J. Kamiwazumi | C. Kirmayr T. Koch       | —                            | —                       | n.o.             | n.o.             |
| 1975  | —                         | —                   | —                        | —                        | 1/8 de finale R. Taylor      | C. Dibley T. Roche       | 2e tour (1/16) C. Drysdale   | A. Neely T. Svensson    | n.o.             | n.o.             |
| 1976  | —                         | —                   | —                        | —                        | 1er tour (1/32) C. Drysdale  | A. Panatta I. Țiriac     | —                            | —                       | n.o.             | n.o.             |
| 1977  | —                         | —                   | —                        | —                        | 1/2 finale C. Drysdale       | R. Case G. Masters       | —                            | —                       | —                | —                |
| 1978  | n.o.                      | n.o.                | —                        | —                        | 2e tour (1/16) O. Bengtson   | S. Ball K. Warwick       | —                            | —                       | —                | —                |
| 1979  | n.o.                      | n.o.                | —                        | —                        | 2e tour (1/16) D. Lloyd      | R. Carmichael B. Teacher | —                            | —                       | —                | —                |

N.B. : le nom du ou de la partenaire se trouve sous le résultat ; le nom des ultimes adversaires se trouve à droite.